# Nekrolog 1756
Nekrolog
◄◄
| ◄
| 1752
| 1753
| 1754
| 1755
| 1756 | 1757 | 1758 | 1759 | 1760 | ► | ►►
Weitere Ereignisse | Allgemeiner Nekrolog 1756
Die Beschreibung der verstorbenen Person sollte so kurz wie möglich gehalten sein und nur deren signifikante Tätigkeit(en) enthalten.
Neue Namen ggf. auch unter dem Geburts- und Sterbedatum, also etwa unter 1. Januar und im Geburts- und Sterbejahr (2024) eintragen (nur bei entsprechender großer Wichtigkeit). Für Beispiele siehe die schon vorhandenen Artikel.
Außerdem über die fünf zuletzt Verstorbenen, zu denen es einen ausreichend guten Artikel für eine Präsentation auf der Hauptseite gibt, nach der todesbedingten Überarbeitung der Artikel ggf. auch unter Wikipedia Diskussion:Hauptseite informieren und sie am besten auch in den anderen Wikipedia-Sprachversionen eintragen. Tipp: Regelmäßig bei news.google.de nach „ist tot“, „gestorben“ oder „verstorben“ suchen.
Wenn eine Person gestorben ist, gibt es viele Seiten zu dieser Person in der Wikipedia, die davon auch betroffen sind und entsprechend aktualisiert werden müssen. Beispiele: Namenübersichtsseite, Geburtsjahr, Geburtsort-Seiten und viele mehr.
Wie finde ich die betroffenen Seiten?
Im Suchfeld auf der linken Seite gibt man den Suchbegriff so ein: „Vorname Nachname“. Dann klickt man auf Volltext und alle Seiten mit entsprechendem Suchtext werden aufgerufen. Hier sieht man dann schnell, wo auch das Todesjahr Sinn macht oder sogar ein Teil des Artikels angepasst werden muss. Auch hilft das „Werkzeug“ auf der linken Seite sehr gut, um solche Seiten aufzufinden: „Links auf diese Seite“. Somit ist die Wikipedia wieder aktuell in allen Bereichen! Hinweis: bei Eintragung der Kategorie „Gestorben JAHR“ wird der Missbrauchsfilter 49 ausgelöst, was jedoch nicht schlimm ist. Siehe: Spezial:Missbrauchsfilter/49
Dies ist eine Liste von im Jahr 1756 verstorbenen bekannten Persönlichkeiten. Die Einträge erfolgen innerhalb der einzelnen Daten alphabetisch sortiert. Tiere sind im Nekrolog für Tiere zu finden.

## Januar
| Tag        | Name                            | Beruf, bekannt als                                                                       | Alter | Beleg |
| ---------- | ------------------------------- | ---------------------------------------------------------------------------------------- | ----- | ----- |
| 2. Januar  | Friedrich August Fiedler        | deutscher Landmesser und Architekt                                                       |       |       |
| 3. Januar  | Johann Heinrich Hottinger       | Schweizer Kristallograph und Arzt                                                        | 75    |       |
| 4. Januar  | Hannibal August von Schmertzing | königlich-polnischer und kurfürstlich-sächsischer Kammerherr und Rittergutsbesitzer      | 64    |       |
| 14. Januar | Johann Jeremias du Grain        | Organist, Sänger und Komponist in Ostpreussen                                            |       |       |
| 14. Januar | Johann Christoph Ungewitter     | deutscher reformierter Theologe                                                          | 74    |       |
| 16. Januar | Jakob Jehoschua Falk            | Oberrabbiner von Frankfurt am Main und Lemberg                                           | 75    |       |
| 16. Januar | Isaak Lampronti                 | italienischer jüdischer Gelehrter und Rabbiner                                           | 76    |       |
| 18. Januar | Martin Engelbrecht              | deutscher Kupferstecher des Barock                                                       | 71    |       |
| 18. Januar | Jan Radomiński                  | polnischer Jesuit am Versailler Hof                                                      | 68    |       |
| 18. Januar | Franz Georg von Schönborn       | Kurfürst von Trier, Fürstabt von Prüm, Fürstbischof von Worms, Fürstpropst von Ellwangen | 73    |       |
| 25. Januar | Christoph Thomas Scheffler      | deutscher Maler des Barock und des Rokoko                                                | 56    |       |
| 25. Januar | Christian Vater                 | deutscher Orgelbauer                                                                     | 76    |       |
| 30. Januar | Johann Caspar Delius            | deutscher Kaufmann                                                                       | 62    |       |

## Februar
| Tag         | Name                                | Beruf, bekannt als                                                                          | Alter | Beleg |
| ----------- | ----------------------------------- | ------------------------------------------------------------------------------------------- | ----- | ----- |
| 1. Februar  | Marie-Auguste von Thurn und Taxis   | Ehefrau des Herzogs Karl Alexander von Württemberg                                          | 49    |       |
| 7. Februar  | Johann Erhard Kapp                  | deutscher Rhetoriker und Historiker                                                         | 59    |       |
| 7. Februar  | Sepé Tiaraju                        | Führer der Guarani im Kampf gegen die von Portugal und Spanien vereinbarte Zwangsumsiedlung |       |       |
| 9. Februar  | Prosper Anton Joseph von Sinzendorf | österreichischer Höfling und Kanzler                                                        | 55    |       |
| 9. Februar  | Jacob Carl Stauder                  | schweizerisch-deutscher Barockmaler                                                         |       |       |
| 13. Februar | Johann Gebhard                      | Maler des bayerischen Barock und Rokoko                                                     | 79    |       |
| 15. Februar | Asmus Ehrenreich von Bredow         | preußischer Adliger und Offizier                                                            | 62    |       |
| 17. Februar | Johann Caspar Käse                  | Hofbildhauer im Rokoko in Gandersheim                                                       | 50    |       |
| 22. Februar | Pehr Löfling                        | schwedischer Botaniker                                                                      | 27    |       |

## März
| Tag      | Name                      | Beruf, bekannt als                                                                | Alter | Beleg |
| -------- | ------------------------- | --------------------------------------------------------------------------------- | ----- | ----- |
| 7. März  | Hans Otto von Treskow     | preußischer Generalmajor, Kommandant der Festung Stettin und Domprälat von Cammin | 63    |       |
| 11. März | Johann Deodat Blumentrost | russischer Mediziner                                                              | 79    |       |
| 13. März | Antonio Bernacchi         | italienischer Sänger (Kastrat)                                                    | 70    |       |
| 19. März | Giuseppe Avitrano         | italienischer Violinist und Komponist des Barock                                  |       |       |

## April
| Tag       | Name                                     | Beruf, bekannt als                                                                          | Alter | Beleg        |
| --------- | ---------------------------------------- | ------------------------------------------------------------------------------------------- | ----- | ------------ |
| 3. April  | Anton Ospel                              | österreichischer Architekt und Barockbaumeister                                             | 78    |              |
| 4. April  | Jean Ignace Roderique                    | deutscher Publizist und Hochschullehrer in Köln                                             | 59    |              |
| 5. April  | Gabriel-Joseph Du Pineau                 | französischer Kleriker, Romanist, Dialektologe und Lexikograf                               |       |              |
| 7. April  | Johann Hermann Fürstenau                 | deutscher Mediziner und Hochschullehrer                                                     | 67    |              |
| 8. April  | Jacques François de Chambray             | französischer Großkreuz-Ritter des Malteserordens, Vize-Admiral und Kommandeur der Galeeren | 69    |              |
| 10. April | Christopher Engelbrecht von Kursell      | Herr auf Echmes, Klein-Rude und Kurrefer                                                    | 71    |              |
| 10. April | Giacomo Antonio Perti                    | italienischer Kirchenmusiker und Komponist                                                  | 94    |              |
| 10. April | Joseph Vaissète                          | französischer Benediktinermönch der Congrégation de Saint-Maur                              | 70    |              |
| 15. April | Johann Gottlieb Goldberg                 | deutscher Cembalist und Komponist                                                           |       |              |
| 16. April | Jacques Cassini                          | französischer Astronom und Geograph                                                         | 79    |              |
| 16. April | Andrew Plummer                           | schottischer Arzt, Chemiker                                                                 |       |              |
| 18. April | Anna Adelheit Catharina von Bartensleben | Reichsgräfin                                                                                | 56    | BBL, S. 637. |
| 19. April | Christoph Urban                          | deutscher evangelischer Kantor und Dichter                                                  | 85    |              |
| 21. April | Franz Rudolph von Hohenems               | kaiserlich-österreichischer Feldmarschall und General der Kavallerie                        | 69    |              |
| April     | Peter Cappel                             | Bürgermeister in Elberfeld                                                                  |       |              |

## Mai
| Tag     | Name                             | Beruf, bekannt als                                                      | Alter | Beleg |
| ------- | -------------------------------- | ----------------------------------------------------------------------- | ----- | ----- |
| 1. Mai  | Johann Christian Trömer          | Dialektdichter                                                          |       |       |
| 2. Mai  | John Faber der Jüngere           | englischer Kupferstecher                                                |       |       |
| 5. Mai  | Johann Heinrich Hartung          | deutscher Verleger und Druckereibesitzer                                | 56    |       |
| 9. Mai  | Auguste zu Mecklenburg           | Prinzessin; Herzogin zu Mecklenburg                                     | 81    |       |
| 11. Mai | Hermann Georg Krohn              | deutscher Jurist und Syndicus der Hansestadt Lübeck                     | 51    |       |
| 18. Mai | Marie Eleonore von Anhalt-Dessau | Fürstin Radziwiłł                                                       | 85    |       |
| 20. Mai | Johann Jacob Haug                | pietistischer Verleger                                                  |       |       |
| 20. Mai | Urban Schamberger                | katholischer Missionar in China                                         |       |       |
| 22. Mai | David Mill                       | deutscher orientalischer Philologe und reformierter Theologe            | 64    |       |
| 29. Mai | Julius Friedrich Scharffenstein  | deutscher Geistlicher, Lehrer, Schriftsteller, Übersetzer und Publizist |       |       |
| 30. Mai | Christian Ludwig II.             | Herzog zu Mecklenburg (-Schwerin)                                       | 72    |       |
| 30. Mai | Gottfried Heinrich Krohne        | deutscher Architekt des Barock                                          | 53    |       |
| 30. Mai | Elizabeth Elstob                 | englische Gelehrte                                                      | 72    |       |
| Mai     | Christian Ludwig Frowein         | Bürgermeister in Elberfeld                                              | 58    |       |

## Juni
| Tag      | Name                                         | Beruf, bekannt als                                   | Alter | Beleg |
| -------- | -------------------------------------------- | ---------------------------------------------------- | ----- | ----- |
| 2. Juni  | Johannette Wilhelmine von Nassau-Idstein     | Ehefrau des Grafen Simon Henrich Adolf zur Lippe     | 55    |       |
| 4. Juni  | Benjamin Elbel                               | Franziskaner und Moraltheologe                       | 66    |       |
| 6. Juni  | Michael Karl von Althann                     | Erzbischof von Bari; Bischof Waitzen                 | 54    |       |
| 8. Juni  | David Matthieu                               | deutscher Porträtmaler                               | 59    |       |
| 9. Juni  | Friedrich Ludwig von Sachsen-Gotha-Altenburg | Erbprinz von Sachsen-Gotha-Altenburg                 | 21    |       |
| 11. Juni | César Chesneau Du Marsais                    | französischer Philosoph und Grammatiker              | 79    |       |
| 12. Juni | Friedrich Christian von Wedderkop            | holstein-gottorfischer Minister                      | 58    |       |
| 17. Juni | Marc-Antoine de Dampierre                    | französischer Adeliger                               | 79    |       |
| 18. Juni | Benjamin Gottlieb Gerlach                    | deutscher Pädagoge und Autor                         | 58    |       |
| 19. Juni | Erdmuthe Dorothea von Zinzendorf             | deutsche Pietistin und Kirchenliederdichterin        | 55    |       |
| 22. Juni | Hans Jacob Rietmann                          | Schweizer Bürgermeister                              | 79    |       |
| 24. Juni | Olof Celsius der Ältere                      | schwedischer Botaniker und Priester                  | 85    |       |
| 28. Juni | Domingo Ortiz de Rozas                       | Gouverneur von Chile                                 | 72    |       |
| 28. Juni | Armand II. François Auguste de Rohan-Soubise | französischer Kirchenfürst und Bischof von Straßburg | 38    |       |

## Juli
| Tag      | Name                              | Beruf, bekannt als                                                               | Alter | Beleg |
| -------- | --------------------------------- | -------------------------------------------------------------------------------- | ----- | ----- |
| 1. Juli  | Franciszek Maksymilian Ossoliński | polnischer Graf, Politiker und Kunstsammler                                      | 80    |       |
| 3. Juli  | Giovanni Battista Nolli           | italienischer Ingenieur, Architekt, Kupferstecher und Kartograf                  | 55    |       |
| 10. Juli | Jean François Gaultier            | französischer Botaniker und Arzt                                                 | 47    |       |
| 17. Juli | Johann Friedrich Starck           | lutherischer Theologe und pietistischer Erbauungsschriftsteller                  | 75    |       |
| 19. Juli | Johann Joachim Schröder           | deutscher Orientalist, Bibliothekar, reformierter Theologe und Kirchenhistoriker | 76    |       |
| 20. Juli | Everard Otto                      | deutscher Jurist                                                                 | 70    |       |
| 21. Juli | David Franck                      | deutscher Historiker und Schulrektor                                             | 74    |       |
| 23. Juli | Nishimura Shigenaga               | japanischer Ukiyo-e-Künstler, Holzschnittmeister und Zeichner                    |       |       |
| 27. Juli | Marie Sallé                       | französische Tänzerin                                                            |       |       |
| Juli     | Carlo Ricciotti                   | italienischer Komponist                                                          |       |       |

## August
| Tag        | Name                       | Beruf, bekannt als                                                        | Alter | Beleg |
| ---------- | -------------------------- | ------------------------------------------------------------------------- | ----- | ----- |
| 4. August  | Georg Ludwig Gmelin        | deutscher evangelischer Geistlicher                                       | 68    |       |
| 8. August  | Louise von Dänemark        | Prinzessin von Dänemark, Herzogin von Sachsen-Hildburghausen              | 29    |       |
| 10. August | Peter du Moulin            | preußischer General der Infanterie                                        |       |       |
| 13. August | Antoine Maurice der Ältere | französisch-schweizerischer evangelischer Geistlicher und Hochschullehrer | 78    |       |
| 15. August | Placidus Much              | Benediktiner, Abt                                                         | 71    |       |
| 16. August | Pierre Carita              | Mediziner                                                                 | 79    |       |
| 18. August | Erdmann Neumeister         | deutscher Dichter und Theologe                                            | 85    |       |
| 27. August | Johann Gottfried Zeiske    | deutscher Schriftsteller und Pädagoge                                     | 74    |       |
| 28. August | Silvio Valenti Gonzaga     | italienischer Geistlicher, Titularerzbischof und Kardinal                 | 66    |       |
| 31. August | Franz Anton Ebner          | Salzburger Barockmaler                                                    |       |       |

## September
| Tag           | Name                           | Beruf, bekannt als                                                      | Alter | Beleg |
| ------------- | ------------------------------ | ----------------------------------------------------------------------- | ----- | ----- |
| 1. September  | Emanuel Wohlhaupter            | deutscher Maler des Barock                                              | 72    |       |
| 3. September  | Johann Friedrich Christ        | deutscher Archäologe und Kunstwissenschaftler                           |       |       |
| 8. September  | Jonathan Nichols junior        | britischer Politiker                                                    | 43    |       |
| 9. September  | Ami Lullin                     | Schweizer evangelische Geistlicher und Hochschullehrer Politiker        | 61    |       |
| 10. September | Filippo Balatri                | italienischer Kastraten-Sänger, Gesangslehrer, Schriftsteller und Mönch | 74    |       |
| 11. September | Johann Nicolaus Frobesius      | deutscher Philosoph und Mathematiker                                    | 55    |       |
| 19. September | Alexander Vogel                | Abt des Klosters Waldsassen                                             | 58    |       |
| 19. September | Josef Antonín Sehling          | böhmischer Komponist                                                    | 46    |       |
| 22. September | Johann Heinrich Martius        | deutscher Literaturwissenschaftler                                      |       |       |
| 23. September | Franz Haselbauer               | böhmischer Jesuit, Orientalist, Hebraist und Hochschullehrer            | 59    |       |
| 23. September | Joachim Christoph von der Lühe | königlich dänischer Amtmann                                             | 59    |       |

## Oktober
| Tag         | Name                                         | Beruf, bekannt als                                                          | Alter | Beleg |
| ----------- | -------------------------------------------- | --------------------------------------------------------------------------- | ----- | ----- |
| 1. Oktober  | David Hans Christoph von Lüderitz            | preußischer Generalmajor                                                    | 56    |       |
| 2. Oktober  | Henning Ernst von Oertzen                    | preußischer Generalmajor                                                    |       |       |
| 3. Oktober  | Kaspar Ferdinand von Cordova                 | kaiserlicher Feldmarschall und Ritter des goldenen Vließes, Graf von Alagon | 82    |       |
| 3. Oktober  | Johann Christian Rölemann Quadt von Wickrath | königlich preußischer Generalmajor, Domdechant von Kolberg                  | 56    |       |
| 7. Oktober  | Johann Nathanael Lieberkühn                  | deutscher Mediziner und Physiker                                            | 45    |       |
| 7. Oktober  | Johann Heinrich Schmucker                    | deutscher reformierter Theologe                                             | 72    |       |
| 10. Oktober | Gerrit Corver                                | Amsterdamer Bürgermeister                                                   | 66    |       |
| 18. Oktober | Jean-Baptiste Mac Nemara                     | französischer Aristokrat und Marineoffizier                                 |       |       |
| 19. Oktober | Alberto Camesina                             | Stuckateur des Barock                                                       | 81    |       |
| 26. Oktober | Roland-Michel Barrin de La Galissonière      | französischer Seeoffizier und Gouverneur                                    | 62    |       |
| 26. Oktober | Johann Theodor Roemhildt                     | deutscher Komponist und Kantor                                              | 72    |       |
| 28. Oktober | Charles Somerset, 4. Duke of Beaufort        | britischer Adliger und Politiker                                            | 47    |       |
| Oktober     | Jean-François Blondel                        | französischer Architekt, Dekorateur, Kupferstecher, Maler und Illustrator   |       |       |

## November
| Tag          | Name                       | Beruf, bekannt als                                                           | Alter | Beleg |
| ------------ | -------------------------- | ---------------------------------------------------------------------------- | ----- | ----- |
| 6. November  | Johann Hartmann Degner     | deutscher Mediziner                                                          | 69    |       |
| 6. November  | Hermann Woldt              | Kaufmann und Ratsherr der Hansestadt Lübeck                                  |       |       |
| 7. November  | Jean-Odéo Demars           | französischer Organist, Cembalist und Komponist                              | 61    |       |
| 9. November  | Johann Martin Luther II.   | deutscher Theologe                                                           | 93    |       |
| 9. November  | Paul Swietlicki            | polnischer lutherischer Prediger in Danzig                                   | 57    |       |
| 10. November | Edward Holland             | britischer Politiker, Bürgermeister von Albany und von New York City         |       |       |
| 13. November | Johann Michael Doser       | deutscher Künstler, Holzschnitzer und Bildhauer                              | 78    |       |
| 16. November | Christian Ludwig von Pfuel | königlich-preußischer Generalmajor der Infanterie und Erbherr auf Jahnsfelde |       |       |
| 19. November | Ludwig Reinhold von Werner | deutscher Historiker                                                         | 30    |       |
| 20. November | Johann Adam Osiander       | deutscher evangelischer Theologe und Philologe                               | 55    |       |
| 23. November | Georg Eggert von Woedtke   | preußischer Offizier                                                         | 58    |       |
| 28. November | Georg Behrmann             | deutscher Kaufmann und Dramatiker                                            | 52    |       |
| 30. November | Johann Jakob Zimmermann    | Schweizer evangelischer Geistlicher und Hochschullehrer                      | 60    |       |
| November     | Abraham Lüttringhausen     | Bürgermeister in Elberfeld                                                   | 72    |       |

## Dezember
| Tag          | Name                                    | Beruf, bekannt als                                                      | Alter | Beleg |
| ------------ | --------------------------------------- | ----------------------------------------------------------------------- | ----- | ----- |
| 4. Dezember  | Amand von Buseck                        | erster Fürstbischof in Fulda                                            | 71    |       |
| 6. Dezember  | Johann Christian Hebenstreit            | deutscher evangelisch-lutherischer Theologe, Philologe und Philosoph    | 70    |       |
| 7. Dezember  | Kaspar Höpfner                          | deutscher Kartäuserprior                                                | 73    |       |
| 7. Dezember  | Christoph Andreas Zeidler               | sächsischer Bergmeister                                                 | 67    |       |
| 8. Dezember  | Hans Samuel von Pritz                   | preußischer Generalmajor, Chef des Infanterie-Regiments Nr. 30          | 58    |       |
| 8. Dezember  | William Stanhope, 1. Earl of Harrington | britischer General, Diplomat und Politiker                              |       |       |
| 9. Dezember  | Volrath von Hellermann                  | preußischer Militär und Kommandant der Festung Kolberg                  | 70    |       |
| 11. Dezember | Maria Amalia von Österreich             | Kurfürstin von Bayern, Kaiserin des Heiligen Römischen Reichs           | 55    |       |
| 11. Dezember | Theodor von Neuhoff                     | politischer Abenteurer und König von Korsika                            | 62    |       |
| 16. Dezember | Balthasar König                         | deutscher Orgelbauer                                                    | 72    |       |
| 16. Dezember | Johann Jakob Korn                       | deutscher Buchdrucker und Verleger                                      | 54    |       |
| 18. Dezember | Johann Christian Lange                  | deutscher Geistlicher, Theologe, Kirchenlieddichter und Hochschullehrer | 86    |       |
| 19. Dezember | Karl Joseph von Dier                    | österreichischer Beamter und Ritter                                     |       |       |
| 24. Dezember | Joachim Rüdiger von Massow              | preußischer Landrat                                                     |       |       |
| 27. Dezember | Barbara Christine von Bernhold          | Mätresse, Reichsgräfin, Großhofmeisterin                                | 66    |       |
| 27. Dezember | Peter Karl Christoph von Keith          | Leibpage des späteren Königs Friedrich dem Großen                       | 45    |       |
| 27. Dezember | Erdmann Ernst von Rüitz                 | preußischer Generalleutnant, Chef des Dragonerregimentes Nr. 7          | 63    |       |
| 29. Dezember | Johann Nikolaus Düringer                | Barockbildhauer                                                         | 56    |       |
| Dezember     | Franz Bernardin Verbeck                 | Franziskaner und Weihbischof im Bistum Münster                          | 70    |       |

## Datum unbekannt
| Tag | Name                           | Beruf, bekannt als                                             | Alter | Beleg |
| --- | ------------------------------ | -------------------------------------------------------------- | ----- | ----- |
|     | Joseph Abeille                 | französischer Architekt                                        |       |       |
|     | Bernardus Accama               | niederländischer Historien- und Porträtmaler                   |       |       |
|     | Ali I. al-Husain               | Bey von Tunis (1736–1756)                                      |       |       |
|     | Johann Wolfgang von der Auwera | deutscher Bildhauer des Rokoko                                 |       |       |
|     | Riccardo Broschi               | italienischer Komponist                                        |       |       |
|     | Wolfgang Paul Burgermeister    | deutscher Jurist                                               |       |       |
|     | Peter von Dieury               | preußischer Generalmajor, Chef des Husarenregiments Nr. 7      |       |       |
|     | Johann Melchior Eggmann        | Barockmaler und Freskant                                       |       |       |
|     | Georg Clemens von Finckh       | deutscher evangelischer Theologe                               |       |       |
|     | Josef Anton Hafner             | Maler                                                          |       |       |
|     | Aaron Hart                     | erster Großrabbiner des Vereinigten Königreichs                |       |       |
|     | Moses Hart                     | englischer Geschäftsmann                                       |       |       |
|     | Charles King                   | englischer Bildhauer, Hofbildhauer in Preußen                  |       |       |
|     | Pieter Langendijk              | niederländischer Dichter und Dramatiker                        |       |       |
|     | Paul Ignaz Liechtenauer        | deutscher Organist, Kapellmeister und Komponist                |       |       |
|     | David Mehner                   | deutscher lutherischer Geistlicher und Kirchenlieddichter      |       |       |
|     | Dietrich Nietzel               | deutscher Gärtner                                              |       |       |
|     | Ludwig von der Osten           | russischer und preußischer Oberst, sächsischer Generalmajor    |       |       |
|     | Baron Gottfried Schmiedel      | Hoftaschenspieler am sächsischen und polnischen Hof            |       |       |
|     | Procopio Serpotta              | italienischer Bildhauer und Dekorateur des Barock              |       |       |
|     | Thammathibet                   | thailändischer Dichter und Vizekönig des Königreichs Ayutthaya |       |       |
|     | Catherine Tofts                | englische Opernsängerin                                        |       |       |
|     | Franz Joseph Vogel             | deutscher Stuckateur                                           |       |       |

## Belege
1. ↑  Peter Steckhan: Schulenburg (Beetzendorf), Anna Adelheit Catharina v. d. geb. v. Bartensleben. in: Horst-Rüdiger Jarck, Dieter Lent u. a. (Hrsg.): Braunschweigisches Biographisches Lexikon. 8. bis 18. Jahrhundert. hrsg. im Auftrag der Braunschweigischen Landschaft e. V. Appelhans Verlag, Braunschweig 2006, ISBN 3-937664-46-7, S. 637/638.